# Sipeni
Sipeni es una localidad rumana de la comuna de Blăgești, en el condado de Vaslui.

## Historia
Hacia comienzos del siglo XX, la localidad, que por entonces formaba parte de la comuna de Țuțcani, en el antiguo condado de Covurlui, tenía contabilizada una población de 607 habitantes. En la segunda mitad del siglo XX ya pertenecía a la comuna de Blăgești, perteneciente al condado de Vaslui.